# Ivan Tásler
Ivan Tásler (* 16. července 1979, Prešov) je slovenský skladatel, kytarista, zpěvák a hudební producent, známý především z působení v kapele IMT Smile. Jeho otec Miroslav Tásler je hudebníkem, působil například ve skupinách Beatmakers, Roams, Nálada aj. Bratr Miroslav Tásler je také hudebníkem, se kterým založil kapelu IMT Smile.

## Hudební kariéra
IMT Smile bylo volným seskupením lidí okolo bratří Táslerů, název skupiny je odvozen od iniciálů jejich jmen. Začátky jeho tvorby sahají do roku 1992, kdy z formace Ruka vznikla budoucí kapela. Její součástí byli Katarína Knechtová, Oskar Rózsa, Marcel Buntaj nebo Martin Valihora. Vydali šest hudebních alb: Klik-Klak (1997), Valec (1998), Nech sa páči (2000), IMT Smile (2003), Exotica (2004) a kompilaci mapující největší hity Diamant (2005). Sám lídr kapely nahral sólovou desku s názvem Tásler. Ze vzniku alba IMT Smile vznikl dokument Letmý pohľad.
V létě 2005 z kapely odešel baskytarista Tomáš "Tomy" Okres. V prosinci jej následoval Viktor Špak. Tito dva hudebníci založili novou formaci Cirkus. Tásler se přestěhoval z rodného Prešova do Bratislavy. V roce 2006 vydal soundtrack k dokumentárnímu seriálu natočenému Verou Wisterovou s názvem Ivan Tásler uvádza Karavan šou, který se zabýval putováním po Austrálii. Seriál se následně objevil na DVD pod titulem Karavan šou DVD. Následovala alba Niečo s nami je (2006), IMT SMILE LIVE (2007), Hlava má 7 otvorov (2008) a koncertní DVD.
Jako skladatel spolupracoval také s Michalem Horáčkem, když zhudebnil některé jeho texty například Nina Ricci, Srdce jako kníže Rohan a Baroko v provedení Richarda Müllera.
Jako producent se podílel na vzniku desky Jarove pesničky z autorského pera Jara Filipa nazpívané známými interprety. V roce 2009 vyšlo dvojalbum Best Of IMT Smile - Limited Edition (CD a DVD).